# 方蓋圓扇介殼蟲
方蓋圓扇介殼蟲（学名：Paralecanium quadratum）为介殼蟲科蓋圓扇介殼蟲屬下的一个种。